# Khobna
Khobna (também escrito Krebna) é uma vila na comuna de Trifaoui, no distrito de Hassi Khelifa, província de El Oued, Argélia. A vila está localizada a 2 quilômetros (1,2 milhas) ao sudeste de Trifaoui e 10 quilômetros (6,2 milhas) a nordeste de El Oued.